# Giulio Meotti
Giulio Meotti (Arezzo, 21 febbraio 1980) è un giornalista e scrittore italiano.
Laureato in filosofia all'Università di Firenze, è giornalista del quotidiano Il Foglio dal 2003. Si occupa principalmente di critica culturale, politica estera e questioni socio-demografiche come la modificazione etnico-religiosa in atto nelle popolazioni europee. Altri suoi interessi sono Israele, il sionismo e, in generale, il destino del popolo ebraico.
Ha scritto anche sul Jerusalem Post e sul Wall Street Journal.

## Opere
- Giulio Meotti, Il processo della scimmia: la guerra dell'evoluzione e le profezie di un vecchio biochimico, collana I draghi, 1ª ed., Lindau, 2006, ISBN 978-88-7180-579-5.
- Giulio Meotti, Non smetteremo di danzare: le storie mai raccontate dei martiri d'Israele, collana I draghi, 1ª ed., Lindau, 2009, ISBN 978-88-7180-827-7.
- Giulio Meotti, Ebrei contro Israele, Belforte, 2014, ISBN 978-88-7467-086-4.
- Giulio Meotti, Muoia Israele: la brava gente che odia gli Ebrei, collana Zonafranca, Rubbettino, 2015, ISBN 978-88-498-4422-1.
- Giulio Meotti, Hanno ucciso "Charlie Hebdo": il terrorismo e la resa dell'Occidente: la libertà di espressione è finita, collana I draghi, Prima edizione, Lindau, 2015, ISBN 978-88-6708-441-8.
- Giulio Meotti, La fine dell'Europa: nuove moschee e chiese abbandonate, Cantagalli, 2016, ISBN 978-88-6879-409-5.
- Il suicidio della cultura occidentale, Torino, Edizioni Lindau, 2018. ISBN 9788867087921
- Giulio Meotti, La tomba di Dio: la morte dei cristiani d'Oriente e l'abbandono dell'Occidente, Cantagalli, 2019, ISBN 978-88-6879-672-3.
- Notre dame brucia. l'autodistruzione dell'Europa, Roma, Giubilei Regnani, 2019. ISBN 9788898620616
- Giulio Meotti, L'Europa senza ebrei: l'antisemitismo e il tradimento dell'Occidente, collana I draghi, Prima edizione, Lindau, 2020, ISBN 978-88-3353-101-4.
- Giulio Meotti, L'ultimo papa d'Occidente?, collana Altrove, Liberilibri, 2020, ISBN 978-88-98094-72-1.
- Giulio Meotti, Ippocrate è morto ad Auschwitz: la vera storia dei medici nazisti, collana I leoni, Prima edizione, Lindau, 2021, ISBN 978-88-3353-524-1.
- Giulio Meotti, La mezzaluna sulla croce: l'Islam di Erdoğan, l'Armenia e l'Europa, collana Saggistica, 1ª ed., Giubilei Regnani editore, 2021, ISBN 978-88-98620-83-8.
- Il dio verde. Ecolatria e ossessioni apocalittiche, Macerata, Liberilibri, 2021. ISBN 9788898094875
- I nuovi barbari. In Occidente è vietato pensare (e parlare)?, Torino, Edizioni Lindau, 2023. ISBN 9788833539188
- Giulio Meotti, La dolce conquista: l'Europa si arrende all'Islam, Cantagalli, 2023, ISBN 979-12-5962-192-4.
- Gender. Il sesso degli angeli e l'oblio dell'occidente, Macerata, Liberilibri, 2023. ISBN 9791280447296
- Il sabato nero. La distruzione d'Israele, i barbari e l'Europa, Torino, Lindau, 2024. ISBN 9791255840930